# Hédi Balegh
Hédi Balegh, mort le 10 novembre 2022, est un universitaire, écrivain, journaliste, animateur de télévision et de radio et traducteur tunisien.
Professeur agrégé de français à la faculté des lettres, des arts et des humanités de La Manouba (ar), il publie dans les années 1990 un recueil de proverbes tunisiens en trois volumes. Il traduit aussi Le Petit Prince d'Antoine de Saint-Exupéry en arabe tunisien.

## Publications
- (fr + ar) Proverbes tunisiens : Lettre Zaïn à la lettre Gaïn, t. 1, Tunis, Éditions La Presse, 1993, 190 p. (ISBN 9973752023).
- (fr + ar) Proverbes tunisiens  (trad. de l'arabe), t. 2, Tunis, Éditions La Presse, 1994, 143 p. (ISBN 997375204X).
- (fr + ar) Proverbes tunisiens : Lettre Zaïn à la lettre Gaïn, t. 3, Tunis, Éditions La Presse, 1998, 190 p. (ISBN 9973752104).
- (ar) Antoine de Saint-Exupéry (trad. Hédi Balegh), لبيتيت برنسي [« Le Petit Prince »], Tunis, Maison tunisienne de l'édition,‎ 1997, 140 p. (ISBN 9973-17-733-9).

## Lins externes
- Notices d'autorité :   - VIAF
  - ISNI
  - BnF (données)
  - IdRef
  - LCCN
  - Portugal
  - WorldCat